# Hitoshi Murayama

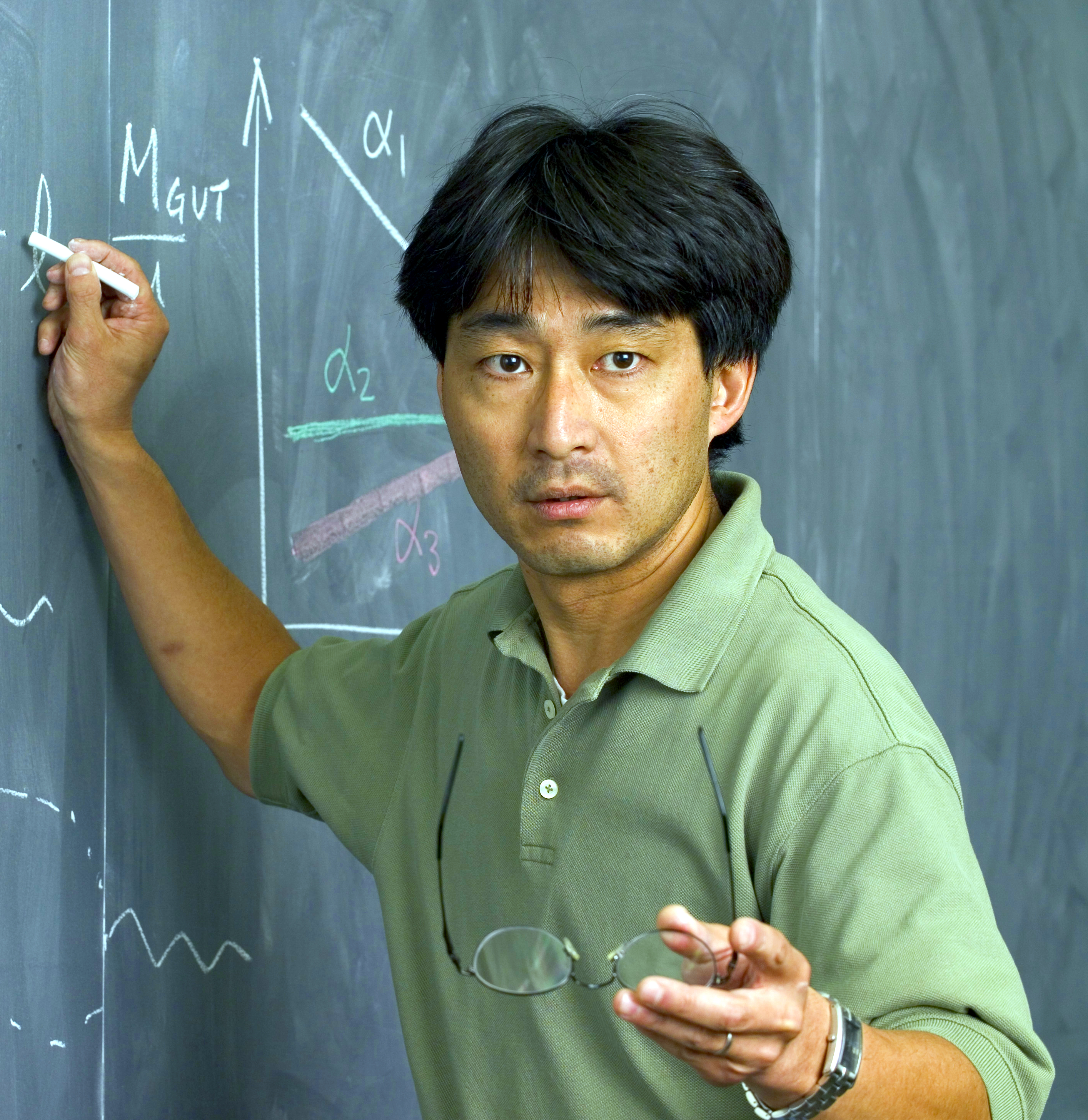
Murayama 2005

Hitoshi Murayama (jap. 村山 斉, Murayama Hitoshi; * 21. März 1964 in der Präfektur Tokio) ist ein japanischer theoretischer Physiker, der in Berkeley lehrt und sich mit Teilchenphysik, Kosmologie und Astroteilchenphysik befasst.

## Leben
Murayama lebte in seiner Kindheit vier Jahre in Düsseldorf. Sein Vater forschte bei Hitachi über Halbleiter. Er studierte Physik an der Universität Tokio mit dem Bachelor-Abschluss 1986 und der Promotion in theoretischer Physik 1991. Als Post-Doktorand war er an der Universität Tōhoku und am Lawrence Berkeley National Laboratory (1993 bis 1995). 1995 wurde er Assistant Professor, 1998 Associate Professor und 2000 Professor an der University of California, Berkeley (ab 2004 MacAdams Professor). Seit 2007 ist er Direktor des Kavli-Instituts für Physik und Mathematik an der Universität Tokio. Er ist auch seit 2016 Mitglied der Fakultät des Center for Japanese Studies in Berkeley.
2016 war er Gastwissenschaftler am CERN (und 2010 bis 2015 in deren Scientific Policy Committee) und 2003/04 am Institute for Advanced Study. Er gehört zur KamLand-Kollaboration, die 2016 den Breakthrough Prize in Fundamental Physics erhielt. Er war auch in den Beratergremium der Beschleunigeranlagen KEK, Fermilab, SLAC (Policy Committee 2007 bis 2012) und des Chinese Electron Positron Collider.

## Werk
Er befasst sich mit Physik jenseits des Standardmodells wie GUT und Supersymmetrie, Quantenfeldtheorie, Beschleunigerphysik, dunkler Materie und dunkler Energie, kosmologischer Inflation und Neutrinophysik.
Mit Nima Arkani-Hamed, Lawrence J. Hall und Christopher Kolda gab er eine heuristische Erklärung für die Frage, warum wir in einem Zeitpunkt des Universums leben, in dem Vakuumenergiedichte (kosmologische Konstante), Materie- und Strahlungsdichte etwa gleich groß sind (Cosmological Coincidence Problem). Das folgt nach den Autoren, wenn man annimmt, dass nur die Planckskala {\displaystyle M_{PL}\approx 10^{18}\,\mathrm {GeV} } und die Skala der elektroschwachen Vereinigung {\displaystyle M_{EW}\approx 10^{3}\,\mathrm {GeV} } von Bedeutung sind und die Vakuumenergiedichte
{\displaystyle \rho _{V}\approx \left({\frac {M_{EW}^{2}}{M_{PL}}}\right)^{4}\approx \left(10^{-3}\,\mathrm {eV} \right)^{4}}
ist. Setzt man das über das Stefan-Boltzmann-Gesetz mit der Temperatur {\displaystyle T} in Beziehung entspricht das {\displaystyle T\approx 10} Kelvin (in der Größenordnung der Temperatur der kosmischen Hintergrundstrahlung). Der Grund für die Beziehung zwischen elektroschwacher Skala und Vakuumenergiedichte bleibt dabei offen.
Mit C. Csaki und anderen entwickelte er 2004 einen zum Higgs-Mechanismus alternativen Mechanismus zum Bruch der elektroschwachen Symmetrie mit Randbedingungen in Extra-Dimensionen. Mit H. Suzuki, T. Yanagida und J. Yokoyama schlug er 1994 Superpartner rechtshändiger Neutrinos als Kandidat für das Inflaton-Feld und als Erklärung für Baryonenasymmetrie im Universum und Dunkle Materie (das Modell sagt auch Tensormoden in der Fluktuation des Mikrowellenhintergrunds vorher). Mit G. Giudice und anderen fand er 1998 einen neuen Mechanismus des Bruchs von Supersymmetrie über eine Supergravitations-Anomalie. Mit seinen Studenten André de Gouvea und Alexander Friedland argumentierte er, dass die bisherigen Parametrisierungen von Neutrinooszillationen nur den halben Parameterraum erfassen (die fehlenden Parameter nannte er die dunkle Seite des Parameterraums) und dies einige offene Fragen in der Neutrinophysik erklären kann. Weiter schlug er Präzisionstests für Supersymmetrie in Beschleunigerexperimenten vor. Er unterstützt dabei nachdrücklich den Bau des International Linear Collider.
In der Kosmologie leitet er SuMIRe Projekt (Subaru measurement of images and redshifts) bestehend der Aufnahme eines Himmelsausschnitts mit der Hyper Suprime-Cam (HSC) installiert im Subaru-Teleskop in Hawaii, wobei automatisch auch die Rotverschiebungen (Entfernungen) erfasst werden und das unter anderem der Erforschung von dunkler Energie dient durch Beobachtung der Galaxienentwicklung und der Verteilung Dunkler Materie in der Vergangenheit mit Rückschlüssen auf das damalige Verhältnis von Repulsion aus Dunkler Energie und Anziehung durch Gravitation.

## Auszeichnungen und Mitgliedschaften
2003 wurde er Fellow der American Physical Society und 2002 erhielt er den Nishinomiya Yukawa Commemoration Prize. 2016 hielt er die Wolfgang-Paul-Vorlesung (The Quantum Universe) und 2005 war er Miller Professor in Berkeley. 2008 wurde er Mitglied des japanischen Wissenschaftsrats. Er ist Mitglied der American Academy of Arts and Sciences.

## Schriften (Auswahl)
- mit Csaba Csaki, Christophe Grojean, Luigi Pilo, John Terning: Gauge theories on an interval: Unitarity without a Higgs, Phys. Rev. D, Band 69, 2004, S. 055006, Arxiv
- mit T. Tsukamoto, K. Fuji, M. Yamaguchi, Y. Okada: Precision Study of Supersymmetry at Future Linear e+e- Colliders, Phys. Rev. D, Band 51, 1995, S. 3153
- mit H. Suzuki, T. Yanagida, J. Yokoyama: Chaotic inflation and baryogenesis in supergravity, Phys. Rev. D, Band 50, 1994, R 2356, Arxiv
- mit A. de Gouvêa, A. Friedland:The Dark Side of the Solar Neutrino Parameter Space, Phys. Lett. B, Band 490, 2000, S. 125. Arxiv
- als Teil der KamLAND Collaboration (K. Eguchi u. a.): First results from KamLAND: Evidence for reactor anti-neutrino disappearance, Phys. Rev. Lett., Band 90, 2003, S. 021802, Arxiv
- mit Lawrence J. Hall, N. Weiner: Neutrino mass anarchy, Phys. Rev. Lett., Band 84, 2000, S. 2572, Arxiv
- mit Gian F. Giudice, Markus A. Luty, Riccardo Rattazzi: Gaugino mass without singlets, JHEP 9812, 027, 1998, Arxiv
- mit T. Yanagida: Nucleon decay in the minimal supersymmetric SU(5) grand unification, Nucl. Phys B, Band 402, 1993, S. 46–84, Arxiv
- mit Takeo Moroi, Masahiro Yamaguchi: Cosmological constraints on the light stable gravitino, Phys. Lett. B, Band 303, 1993, S. 289–294
- mit N. Arkani-Hamed. L. J. Hall, C. Kolda: New perspective on cosmic coincidence problems, Phys. Rev. Lett., Band 85, 2000, S. 4434, Arxiv
- Future experimental programs, Physica Scripta, T 158, 2013, S. 014025, Online
- Physics beyond the standard model and dark matter, Les Houches Lectures 86, 2006, Arxiv 2007
- mit B. Henning, X. Lu: How to use the Standard Model effective field theory, Arxiv 2014

Er war in der Particle Data Group verantwortlich für die Abschnitte Axion und andere sehr leichte Bosonen, Suche nach supersymmetrischen Teilchen und Neutrinooszillationen.